# Ride It
„Ride It” este o piesă pop/R&B interpretată de cântărețul britanic-asiatic Jay Sean. A fost primul single compus de Jay Sean și Alan Sampson lansat de pe cel de-al doilea album de studio, My Own Way. Jay Sean îl descrie astfel: Se referă la jocurile pe care oamenii le fac pe ringul de dans; o privire este de ajuns ca să accepți o provocare ce va dura tot restul serii. Cântecul a fost compus de Jay Sean și produs de Alan Sampson de la echipa de la Sampson Productions împreună cu Jay Sean. 
Cântecul a ajuns în Top 20 din UK Singles Chart, ajungând pe locul #10. Single-ul este de asemenea foarte de succes și unul dintre cele mai difuzate cântece din Europa de Est, în special în România, Rusia și Bulgaria unde a ajuns unul dintre cele mai vândute single-uri ale anului. 
O versiune Hindi a cântecului a fost inclusă în lansarea noului album, My Own Way din India.

## Informații
"Ride It" a fost inițial plănuit a fi lansat în Regatul Unit pe data de 5 noiembrie 2007 urmat de albumul My Own Way pe data de 3 decembrie 2007. Însă posturile TV nu au fost de acord să îl difuzeze în acel timp și eventual au fost de acord să îl difuzeze începând din luna decembrie 2007. Jay Sean a restabilit data lansării single-ului și al noului album de asemenea. 
"Ride It" care a fost produs de prietenul lui Jay Sean, Alan Sampson a ajuns The Song of the Week la cele mai populare stații din Londra dintre care London's Kiss 100 pe 10 decembrie 2007 și a fost adăugată în radio playlist-ul din Capital 95.8FM, Choice FM, Galaxy, BBC 1Xtra și adăugat în mod special în B-List-ul de la BBC Radio 1's. A ajuns pe locul Number One de pe MTV's The Base Chart Show. Mai târziu, o versiune Hindi a cântecului și a videoclipului au fost adăugate pe YouTube.
Jay Sean spune despre acest cântec: "Totul a început cu un rap pe instrumentalul piesei, cu mine sărind ca un joker prin studio. Totul este despre jocurile pe care oamenii le fac pe ringul de dans. O privire este de ajuns ca să accepți o provocare ce va dura tot restul serii." 
Intro-ul cântecului și epicul instrumental care creeazã dependență prin ritmul sãu hipnotic și acordurile suave au fost inspirate din soundtrack-ul filmului Hero al lui Tan Dun. Scenele videoclipului au fost filmate din clubul de noapte Mo*Vida din Londra și un penthouse din Manhattan.
"Ride It" a fost semnat și cu casa de discuri MediaPro Music după concertul lui Jay Sean în România din 2008, astfel toate posturile Media Pro au început să difuzeze cântecul și videoclipul în mod frecvent începând din 2008. 
"Ride It" are versiunea oficialã  Radio Edit care a fost lansată oficial ca single și împreună cu albumul My Own Way care este difuzată foarte frecvent de stațiile radio, iar a doua versiune este cea a videoclipului care conține un dance breakdown în locul instrumentalului după al treilea vers al cântecului. 
Cântecul apare a avea o a doua versiune cu o durată mai scurtă și versurile schimbate din al treilea vers.

## Music Video
Videoclipul pentru noul single "Ride It" a fost filmat pe 12 august 2007 în clubul de noapte Mo*Vida din Londra. Pe 28 septembrie 2007, videoclipul a fost lansat exclusiv pentru device-urile mobile 3G, iar pe 9 octombrie 2007 a fost lansat oficial pe internet de casa de discuri a lui Jay Sean, The Jayded Records și 2Point9 Records. Noul videoclip îl arată pe Jay Sean cu un nou look și style dupã ce a fãcut o pauzã în afara luminilor reflectoarelor dupã aproape 3 ani și jumătate. 
Un videoclip scurt a fost adăugat și postat de The 2Point9 Records pe YouTube pe data de 29 septembrie 2007. 
Pe data de 9 octombrie 2007, videoclipul complet a fost adăugat de The 2Point9 Records și JaySeanVEVO pe YouTube. Videoclipul a avut premiera pe The Box, BBC și alte posturi TV în Decembrie 2007. 
Videoclipul începe cu Jay Sean intrând într-un club aruncând priviri și flirtând cu modelul britanic Victoria's Secret, Anara Atanes, o scenã de dans între care scenele filmate de Jay Sean într-un penthouse întunecat din Manhattan, New York City după care videoclipul continuă cu Anara Atanes având o ceartă și despărțindu-se de iubitul ei prin telefon în timp ce Jay Sean ascultă toată conversația din greșeală. Anara Atanes începe să danseze cu alte fete în club și videoclipul se termină cu love interest-ul lui ajungând lângă el la sfârșit.

## Formats and track listings
| #                          | Title                         | Time |
| -------------------------- | ----------------------------- | ---- |
| CD1: Island / 1748515 (UK) |                               |      |
| 1.                         | "Ride It" [Radio Edit]        | 3:09 |
| 2.                         | "Just a Friend"               | 3:03 |
| CD2: Island / 1748657 (UK) |                               |      |
| 1.                         | "Ride It" [radio edit]        | 3:32 |
| 2.                         | "Ride It" [Desi remix]        | 4:48 |
| 3.                         | "Ride It" [Sunship remix]     | 5:51 |
| 4.                         | "Ride It" [Ishi remix]        | 3:26 |
| 5.                         | "Ride It" [Video plus extras] | 3:26 |

## Charts

### Weekly
| Chart (2008)                         | Peak position |
| ------------------------------------ | ------------- |
| Europa (European Hot 100 Singles)    | 41            |
| Romanian Top 100                     | 1             |
| Russian Music Charts (Tophit)        | 4             |
| UK Singles (Official Charts Company) | 11            |

### Year-end
| Chart (2008)                 | Peak position |
| ---------------------------- | ------------- |
| Romanian End-Year Chart 2008 | 3             |

## Versiunea lui Regard
DJ-ul albanez Regard a lansat oficial o versiune reproiectată a cântecului pe 26 iulie 2019, deși versiuni anterioare ale cântecului erau disponibile încă din 2017. A devenit o senzație virală în aplicația TikTok la scurt timp după lansare, cu peste patru milioane de clipuri postate de oameni care folosesc fragmente din cântec în aplicație. Datorită succesului brusc al cântecului, Regard a semnat ulterior cu casa de discuri Ministry of Sound. Piesa a fost un succes global, ajungând pe locul unu în Irlanda și Mexic, pe locul doi în Regatul Unit și a atins vârful în top 20 în diferite alte țări din Europa și Oceania. A fost certificat argint de către BPI.
Regard nu apare în videoclipul, regizat de Meji Alabi. Videoclipul a fost filmat în Ucraina; Distribuția sa include dansatorul și actorul englez Harry Parr.